# Cấp Ảm
Cấp Ảm (chữ Hán: 汲黯, ? – 112 TCN), tên tự là Trường Nhụ, người huyện Bộc Dương , là quan viên nhà Tây Hán trong lịch sử Trung Quốc.

## Tiểu sử
Cấp Ảm xuất thân quý tộc nước Vệ đời Chu, đến ông là 7 đời làm khanh đại phu. Thời Hán Cảnh đế, nhờ cha làm quan, Ảm được làm Thái tử tẩy mã. Hán Vũ đế lên ngôi, Ảm được làm Yết giả. Mân Việt tấn công Đông Âu, Vũ đế sai Ảm thị sát, Ảm đến đất Ngô thì quay về, cho rằng không đáng. Quận Hà Nội phát sinh hỏa hoạn, Vũ đế lại sai Ảm thị sát, Ảm cho rằng nhà dân bị cháy là thường, nhân dân Hà Nam gặp thiên tai đáng lo hơn, bèn tự ý mở kho phát chẩn. Vũ đế cho Ảm là hiền, xá miễn, giáng làm Huỳnh Dương lệnh. Ảm bỏ về nhà, được gọi vào triều làm Trung đại phu, rồi lại ra làm Đông Hải thái thú. Ảm ở quận chỉ xét những việc chính yếu, còn lại ủy nhiệm cấp dưới. Ảm nhiều bệnh, thường nghỉ ở nhà; nhưng hơn năm sau, quận Đông Hải thái bình, được mọi người khen ngợi. Năm Kiến Nguyên thứ 6 (135 TCN) , Ảm lại được gọi vào triều làm Chủ tước đô úy. Ảm ở chức cốt giữ đại thể, không câu nệ phép tắc .
Năm Nguyên Sóc thứ 5 (124 TCN) , thừa tướng Công Tôn Hoằng kiến nghị dời Ảm làm Hữu nội sử, Vũ đế nghe theo .
Năm Nguyên Thú thứ 4 (119 TCN) , Ảm phạm lỗi nhỏ, bị miễn quan .
Năm Nguyên Thú thứ 5 (118 TCN) , triều đình bỏ tiền Tam Thù, đúc tiền Ngũ Thù , dân gian tự đúc tiền, ở nước Sở là nhiều nhất. Vũ đế cho rằng quận Hoài Dương tiếp giáp nước Sở, bèn lấy Ảm làm thái thú. Ảm nhiều lần từ chối, nhưng không được, đành nhận. Ảm ở chức 7 năm thì mất, chánh trị Hoài Dương trở nên sáng sủa .

## Xung đột với Nho giáo
Ảm theo đạo của Hoàng Đế, Lão tử, ưa thanh tĩnh. Vũ đế hâm mộ đạo Nho, vời các nhà nho đến, nói ra nhiều dự định tốt đẹp, Ảm nói: “Bệ hạ trong lòng nhiều ham muốn, ngoài mặt ra vẻ nhân nghĩa, làm sao học đòi Nghiêu, Thuấn!?” Vũ đế giận lắm, bỏ vào trong. Quần thần trách cứ Ảm, nhưng ông lại trách họ a dua hoàng đế .
Vũ đế dần trọng dụng bọn nho sĩ Công Tôn Hoằng, Trương Thang. Thang làm Đình úy, sửa đổi luật lệ, Ảm kịch liệt chỉ trích. Đôi bên tranh cãi, Thang bắt bẻ câu chữ, Ảm lớn tiếng bất khuất, phẫn nộ mắng rằng: “Thiên hạ nói thư lại không thể làm công khanh, quả đúng vậy. Cứ làm theo Thang, sẽ khiến thiên hạ chồng chân mà đứng, nghé mắt mà trông.”  Năm Nguyên Sóc thứ 5 (124 TCN), đại biểu xuất chúng nhất của đạo Nho là Đổng Trọng Thư bị bọn Hoằng, Thang nhiều lần chèn ép, đành cáo bệnh rời chức . Thái độ bài xích của Ảm đối với đạo Nho chuyển thành mâu thuẫn gay gắt với gian thần là bọn Hoằng, Thang. Ảm chê bai xuất thân thư lại của bọn Hoằng, Thang, xúc phạm ngay mặt, chỉ trích bọn họ khéo bắt bẻ câu chữ, lợi dụng luật pháp hãm hại người ta. Bọn Hoằng, Thang căm ghét Ảm, nhưng Vũ đế ngại Ảm có tiếng là trung thần, không muốn giết ông .

## Đối sách với Hung Nô
Vũ đế chủ trương gây chiến tranh với Hung Nô, Ảm luôn nói nên giữ hòa thân, tránh sinh sự, Vũ đế không nghe . Về sau quân Hán nhiều lần đánh bại Hung Nô, lời của Ảm lại càng không được nghe .
Năm Nguyên Thú thứ 2 (121 TCN) , Hồn Da vương của Hung Nô đến hàng, nhà Hán phát cho ông ta 2 vạn cỗ xe. Huyện Trường An không có tiền, muốn vay ngựa của dân, thì dân giấu ngựa, nên không thể tìm đủ số. Vũ đế giận, muốn chém huyện lệnh, Ảm đang làm Hữu nội sử, vì cớ huyện Trường An nằm dưới sự quản hạt mình, nên bao che cho huyện lệnh, phản đối hoàng đế gây nhọc cho dân nhằm vỗ về người Hung Nô. Trong lúc ấy có hơn 500 người phạm tội buôn bán hàng cấm ở Trường An , Ảm nhân dịp này chỉ trích chính sách ưu đãi người Hung Nô về hàng của Vũ đế, khiến hoàng đế vô cùng bất mãn .

## Tính cách
Từ buổi đầu làm quan, Ảm đã được kiêng sợ vì tính khí uy nghiêm. Sau khi bị giáng làm huyện lệnh, Ảm xấu hổ mà bỏ về nhà, được gọi vào triều, nhưng vì hay can thẳng lại bị điều ra quận Đông Hải . Ảm tính xấc xược, ít lễ độ, dám chỉ trích ngay mặt, không chịu bỏ qua cho lỗi lầm của người ta. Ai hợp với mình thì chơi thân, không hợp với mình thì không nhìn, kẻ sĩ do vậy mà không nương nhờ. Nhưng Ảm hiếu học, thường hâm mộ lối làm người của Phó Bách, Viên Áng. Ảm chơi thân với Quán Phu, Trịnh Đương Thì, Lưu Khí Tật, đều là những người hay can thẳng, nên không được hoàng đế ưa chuộng .
Quan viên làm đến cửu khanh gặp Vũ An hầu Điền Phẫn  đều phải lạy chào, Ảm chỉ vái ông ta . Đại tướng quân Vệ Thanh được Vũ đế sủng tín, nên mọi người tôn kính ông ta, nhưng Ảm đối với ông ta ngang hàng. Vệ Thanh chẳng phiền lòng, mà còn xem trọng Ảm hơn trước .
Ban đầu Ảm ở ngôi cửu khanh, còn Công Tôn Hoằng, Trương Thang làm tiểu lại. Đến khi Hoàng làm đến thừa tướng, được phong hầu; Thang làm đến Ngự sử đại phu; còn bọn phụ tá của thừa tướng xem chừng được trọng dụng hơn cả ông. Ảm tính hẹp hòi, nên buông lời oán trách, bị Vũ đế chê là vô học .

## Hậu sự
Ảm rời kinh đô ra Hoài Dương nhận chức, khuyên Đại hành Lý Tức tố cáo Trương Thang, Tức sợ Thang nên không làm theo. Về sau Thang thất thế, Vũ đế nghe biết việc này nên trị tội Tức .
Vũ đế tiếc Ảm trung trực, cho con trai ông là Cấp Yển làm đến chư hầu tướng, em trai là Cấp Nhân và em con cô là Tư Mã An đều làm đến cửu khanh .

## Đánh giá
Khi Ảm làm Chủ tước đô úy, một dạo bị bệnh dài ngày. Trang Trợ cáo ốm thay cho ông, Vũ đế hỏi Trợ xem Ảm là người thế nào, Trợ đáp: “Sai Ảm giữ chức làm quan, thì chẳng có gì hơn người. Nhưng để ông ta giúp thiếu chủ, thì Ảm giữ vững một lòng, mời gọi không đến, xua đuổi không đi, dẫu là kẻ địch mạnh mẽ đến đâu cũng không cưỡng ép được.” Vũ đế nói: “Đúng thế! Đời xưa có kẻ bề tôi xứng đáng giao phó trọng trách, Cấp Ảm cũng gần được như vậy.”  Vũ đế tỏ ra xuề xòa với Đại tướng quân Vệ Thanh, Thừa tướng Công Tôn Hoằng, nhưng không dám thiếu nghiêm túc với Ảm .
Năm Nguyên Thú đầu tiên (122 TCN) , Hoài Nam vương Lưu An mưu phản, kiêng dè Ảm, nói: “Ảm thích can thẳng, giữ khí tiết, chết vì nghĩa, khó lòng mê hoặc làm điều trái lẽ. Còn thuyết phục Công Tôn Hoằng, thì dễ như mở nắp đồ đậy, chọc lá sắp rụng vậy.” 
Người gốc Bộc Dương còn có Đoạn Hoành cũng làm đến cửu khanh, nhưng người nước Vệ đương thời đều nhận mình là kém hơn Ảm .

## Khảo chứng
1. ^  Sử ký, tlđd: Cấp Ảm tự Trường Nhụ, người Bộc Dương. Tổ tiên được Vệ quân 1 đời xưa quý sủng. Đến Ảm là đời thứ 7, đời đời làm khanh đại phu. Ảm nhờ cha làm quan 2, thời Hiếu Cảnh đế được làm Thái tử tẩy mã, nhờ tính uy nghiêm 3 nên được kiêng sợ. Hiếu Cảnh đế băng, thái tử lên ngôi, Ảm được làm Yết giả. Người Đông Việt đánh nhau, Thượng sai Ảm đi xem. Không đến, đến Ngô thì về, báo rằng: “Người Việt đánh nhau, vốn là thói quen của họ, không đáng để sứ giả của thiên tử hạ cố.” Hà Nội có hỏa hoạn 4, cháy lan hơn ngàn nhà, Thượng sai Ảm đi xem. Về báo rằng: “Nhà dân 5 có hỏa hoạn, mái nhà gần nhau nên cháy lan, không đáng lo. Thần đi qua Hà Nam, người nghèo Hà Nam gặp nạn lũ lụt hạn hán hơn vạn gia đình, có cha con ăn thịt nhau, thần đã tự ý 6 cầm cờ tiết lấy thóc của kho Hà Nam, phát chẩn cho dân nghèo. Thần xin trả lại cờ tiết, chịu tội làm giả mệnh vua 7." Thượng cho rằng Ảm là người hiền nên phóng thích ông, dời làm Huỳnh Dương lệnh. Ảm xấu hổ vì làm lệnh, cáo bệnh về quê nhà 8. Thượng nghe tin, bèn triệu bái làm Trung đại phu. Vì nhiều lần can thẳng 9, nên không được ở lâu trong triều, bị dời làm Đông Hải thái thú. Ảm học theo lời dạy của Hoàng Đế, Lão tử, trị lý quan dân, thích thanh tĩnh, chọn thừa sử mà nhiệm mệnh 10. Ảm trị lý, hỏi việc chính yếu 11, không hỏi việc vụn vặt 12. Ảm nhiều bệnh, nằm ở nhà trong 13 không ra. Hơn năm sau, Đông Hải yên tĩnh 14. Ảm được mọi người khen ngợi. Thượng nghe biết, triệu cho làm Chủ tước đô úy, ngang với cửu khanh. Ảm làm việc cứ ‘vô vi’ 15, thanh tĩnh hư vô mà thôi, rút ra đại thể 16, không câu nệ pháp chế 17.
2. ^  Sử ký, tlđd: Ảm làm người có tính xấc xược, ít lễ độ, chỉ trích ngay mặt 18, không chịu tha thứ cho lỗi lầm của người ta. Ai hợp với mình thì chơi thân, không hợp với mình thì không nhìn đến, kẻ sĩ do vậy mà không nương nhờ. Nhưng Ảm hiếu học, thường hâm mộ lối làm người của Phó Bách 19, Viên Áng. Ảm chơi thân với Quán Phu, Trịnh Đương Thì cùng tông chánh Lưu Khí 20. Bọn họ cũng đã nhiều lần can thẳng, nên không giữ chức vị được lâu.
3. ^  Sử ký, tlđd: Lúc bấy giờ, em của thái hậu là Vũ An hầu Phẫn làm thừa tướng, quan viên có lương bổng được nhận đủ 2000 thạch 21 đến lạy chào 22, Phẫn không hành lễ. Nhưng Ảm gặp Phẫn chưa từng lạy, luôn vái ông ta. Thiên tử mới vời gọi các nhà nho học rộng 23, Thượng nói tôi muốn thế này, thế này... Ảm đáp rằng: “Bệ hạ trong lòng nhiều ham muốn mà ngoài mặt ra vẻ nhân nghĩa, làm sao học đòi cai trị như đời Đường, đời Ngu!” Thượng im lặng, giận, biến sắc rồi bãi triều. Công khanh đều sợ cho Ảm. Thượng lui về, nói với tả hữu rằng: “Quá lắm, Cấp Ảm thật là ngu đần 24." Quần thần lo ngại trách cứ Ảm, Ảm nói: “Thiên tử đặt công khanh làm bề tôi giúp đỡ, vậy mà hùa nhau xu nịnh 25, đẩy chủ vào chỗ bất nghĩa sao? Vả lại đã ở địa vị các ông, mà lại yêu quý bản thân, gây nhục cho triều đình hay sao!?”
4. ^  Sử ký, tlđd: Ảm nhiều bệnh, bệnh sắp tròn 3 tháng, Thượng đã mấy lần cho nghỉ 26, rốt cục không khỏi. Lần bệnh sau cùng, Trang Trợ xin cáo cho Ảm. Thượng hỏi: “Cấp Ảm làm người thế nào?” Trợ đáp: “Sai Ảm nhiệm chức giữ quan, thì chẳng có gì hơn người. Nhưng để ông ta giúp thiếu chủ, thì Ảm giữ thành chắc chắn, mời gọi không đến, xua đuổi không đi, dẫu có kẻ tự nhận là (Mạnh) Bôn, (Hạ) Dục cũng không thể giành được.” Thượng nói: “Đúng. Đời xưa có kẻ bề tôi đảm nhiệm trọng trách 27, còn Cấp Ảm thì gần được như vậy.”
5. ^  Sử ký, tlđd: Đại tướng quân (Vệ) Thanh vào cung 28, Thượng ngồi xổm cạnh giường mà gặp ông ta. Thừa tướng (Công Tôn) Hoằng gặp riêng 29, Thượng có lúc không đội mũ. Còn Ảm đến, Thượng không đội mũ thì không gặp. Thượng từng ngồi trong Võ trướng 30, Ảm tiến đến tâu việc, Thượng không đội mũ, trông xa thấy Ảm, tránh vào trong trướng, sai người ưng lời tâu của ông. Ông được kính trọng 31 như vậy đấy!
6. ^  Sử ký, tlđd: Trương Thang mới làm Đình úy đã thay đổi luật lệnh, Ảm nhiều lần chất vấn, trách mắng Thang trước mặt Thượng, rằng: “Ông làm Chánh khanh, trên không thể ca ngợi công nghiệp của tiên đế, dưới không thể đè nén lòng tà của thiên hạ; giúp nước an dân giàu, khiến tù ngục 32 trống rỗng, hai điều ấy không được lấy một. Trái lẽ và khổ sở mà vẫn làm, rối loạn và phá hoại 33 mà xem là thành công 34, sao dám đem pháp lệnh 35 của Cao hoàng đế thay đổi rối loạn 36? Ông làm vậy sẽ tuyệt hậu 37 đấy.” Ảm khi ấy cùng Thang tranh luận, Thang biện bạch thường bới lông tìm vết 38, Ảm cứng rắn 39 cao giọng không chịu khuất phục, phẫn nộ mắng rằng: “Thiên hạ nói thư lại 40 không thể làm công khanh, quả đúng vậy. Cứ làm theo Thang, sẽ khiến thiên hạ chồng chân mà đứng, nghé mắt mà trông 41.”
7. ^  Sử ký, tlđd: Bấy giờ, nhà Hán sắp đánh Hung Nô, nên vỗ về tứ di 42. Ảm chăm chăm bớt việc, nhân lúc Thượng nhàn rỗi, thường nói nên cùng Hồ hòa thân, không nên dấy binh. Thượng đang hướng về Nho thuật, tôn sùng Công Tôn Hoằng. Đến khi việc càng nhiều, lại dân lừa dối và đùa bỡn, Thượng chia ra để thi hành pháp chế 17, bọn Thang nhiều lần tâu lên những án xử tử 43 để vừa lòng hoàng đế. Còn Ảm thường chê Nho thuật, xúc phạm ngay mặt bọn Hoằng, nói rằng họ trong lòng gian trá, bề ngoài khôn ngoan để a dua nhằm lấy lòng 44 chủ nhân, còn thư lại 40 chỉ bới móc 45 và khéo vu cáo, khép tội cho người, khiến người không được trả lại sự thật, lấy thắng lợi ấy làm công. Thượng ngày càng quý trọng Hoằng, Thang; Hoằng, Thang rất ghét Ảm, chỉ là thiên tử không bằng lòng như thế, nên muốn tìm cớ giết ông. Hoằng làm Thừa tướng, bèn nói với Thượng rằng: “Phạm vi quản lý 46 của Hữu nội sử 47 phần nhiều là quý nhân tông thất, khó trị, chẳng phải trọng thần thì không thể đảm nhiệm, xin dời Ảm làm Hữu nội sử.” Ảm làm Hữu nội sử vài năm, việc công không bị bỏ phế.
8. ^  Sử ký, tlđd: Đại tướng quân Thanh ngày càng tôn quý, có chị làm hoàng hậu, nhưng Ảm đối với ông ta ngang hàng 48. Có người nói với Ảm rằng: “Bởi thiên tử muốn quần thần nhún mình với Đại tướng quân, Đại tướng quân được tôn trọng sẽ càng quý hiển, ông không thể không lạy.” Ảm nói: “Đại tướng quân đã được khách vái chào, lại còn không tôn trọng à?” Đại tướng quân nghe được, càng cho Ảm là người hiền, nhiều lần hỏi han những việc quốc gia và triều đình còn nghi ngờ, đãi ngộ Ảm hơn hẳn lúc thường 49.
9. ^  Sử ký, tlđd: Hoài Nam vương mưu phản, kiêng dè Ảm, nói: “Ảm thích can thẳng, giữ khí tiết, chết vì nghĩa, khó lòng mê hoặc làm điều trái lẽ. Còn thuyết phục thừa tướng Hoằng, cũng như mở nắp úp vật chứa, rung cây lá sắp rụng vậy 50.”
10. ^  Sử ký, tlđd: Thiên tử đã nhiều lần đánh Hung Nô thắng lợi, lời của Ảm càng không được nghe.
11. ^  Sử ký, tlđd: Ban đầu Ảm ngang với cửu khanh, còn Công Tôn Hoằng, Trương Thang làm tiểu lại. Đến khi Hoằng, Thang ngày càng được quý hiển, cùng Ảm ngang bậc 51, Ảm lại chê bai bọn Hoằng, Thang. Sau đó Hoàng làm đến thừa tướng, được phong hầu; Thang làm đến Ngự sử đại phu; vì thế, vào thời của Ảm, thừa tướng sử 52 đều ngang hàng 51 với Ảm, xem chừng được trọng dụng hơn cả ông. Ảm hẹp hòi, chẳng thể không chê trách, yết kiến Thượng dâng lời rằng: “Bệ hạ dùng quần thần như xếp củi vậy, người đến sau lại ở trên.” Thượng im lặng. Một lúc sau Ảm nghỉ, Thượng nói: “Người ta quả nhiên chẳng thể không học, xem lời của Ảm ngày càng quá đáng.”
12. ^  Sử ký, tlđd: Không lâu sau, Hồn Da vương của Hung Nô đem dân chúng đến hàng, nhà Hán phát ra 2 vạn cỗ xe. Quan huyện không có tiền, vay ngựa của dân. Dân có người giấu ngựa, nên số ngựa không đủ. Thượng giận, muốn chém Trường An (huyện) lệnh. Ảm nói: “Trường An lệnh không có tội, hãy chém một mình Ảm, dân sẽ chịu giao ngựa ra. Vả lại người Hung Nô phản bội chúa của họ mà hàng Hán, Hán thong thả nhờ các huyện lần lượt đưa họ đến, sao lại khiến cho thiên hạ bị khuấy động, gây mệt nhọc cho Trung Quốc để phụng sự Di Địch ư!” Thượng im lặng. Đến khi Hồn Da đến, chủ cửa hiệu và người ngoài chợ bị kết tội chết hơn 500 người. Ảm xin gặp riêng hoàng đế 53, được yết kiến ở điện Cao Môn 54, nói: “Hung Nô tấn công chẹn lấp 55 biên giới, dứt hòa thân, Trung Quốc dấy binh trị tội, người tử thương nhiều không đếm xuể, nên hao phí vài mươi tỷ 56. Thần ngu muội cho rằng bệ hạ bắt được người Hồ, thì đều dùng làm nô tỳ, ban cho những gia đình có người tòng quân mà chết; những gì giành được, đem cho những gia đình ấy, để đỡ đần nỗi khổ của thiên hạ, lấp đầy tấm lòng của trăm họ. Nay đã không làm vậy, Hồn Da đưa mấy vạn dân chúng đến hàng, vét kho lẫm ban thưởng, khiến dân lành hầu hạ, ví như cung phụng đứa con cưng 57. Dân ngu muội nào biết giao dịch 58 ở Trường An là phạm cấm, mà bị quan lại chấp pháp 59 buộc tội 60 buôn lậu 61 hàng hóa ra biên quan!? Bệ hạ đã không lấy của cải Hung Nô để đỡ đần thiên hạ, lại còn lấy pháp luật 62 giết kẻ vô tri hơn 500 người, đây gọi là ‘che chở lá mà làm hại cành’ đấy, thần thiết nghĩ không đồng ý 63 với bệ hạ.” Thượng im lặng, không cho, nói: “Ta đã lâu không nghe Cấp Ảm nói, nay lại nói sằng rồi.” Sau mấy tháng, Ảm mắc lỗi nhỏ, được đại xá nhưng chịu miễn quan. Vì thế Ảm ẩn cư chốn điền viên.
13. ^  Sử ký, tlđd: Ở nhà mấy năm [8], gặp lúc đổi sang tiền Ngũ thù 64, dân có nhiều người đúc trộm tiền, đất Sở nhiều nhất. Thượng cho rằng Hoài Dương tiếp giáp đất Sở, bèn triệu bái Ảm làm Hoài Dương thái thú. Ảm lạy tạ không nhận ấn, chiếu mấy lần cưỡng ép, nên sau đó phụng chiếu. Có chiếu triệu kiến Ảm, Ảm chảy nước mắt nói với Thượng rằng: “Thần tự cho sẽ chôn thây nơi hào rãnh, không gặp lại bệ hạ, không ngờ bệ hạ lại thu dùng. Thần thường có bệnh vặt 65, sức không thể coi việc ở quận, xin làm Trung lang, ra vào cửa cung, vá víu nhặt nhạnh 66, là nguyện ước của thần. Thượng nói: “Anh coi nhẹ Hoài Dương à? Ít lâu sau 67 ta sẽ triệu anh về. Bởi lại dân Hoài Dương không tương đắc, ta nhờ vào uy trọng của anh, cứ nằm mà cai trị.” Ảm đã từ biệt, ghé qua gặp Đại hành Lý Tức, nói: “Ảm bị bỏ ra quận, không được cùng triều đình bàn bạc. Nhưng Ngự sử đại phu Trương Thang đủ khôn ngoan để chống lại lời can gián, đủ gian dối để che đậy chỗ sai lầm, chuyên dùng những lời khéo léo nịnh hót bề trên, những câu biện bác trách mắng kẻ dưới, không chịu vì thiên hạ nói điều chính đáng, chỉ a dua ý chủ. Ý chủ không thích, theo đó mà chê bai; ý chủ thích, theo đó mà khen ngợi. Ham thích gây sự, đùa bỡn 68 pháp luật 17, trong gián trá để lấy lòng chủ, ngoài hiệp với tặc lại để trở nên uy trọng. Ông ngang với cửu khanh, không sớm nói ra, ông với hắn sẽ cùng chịu tội chết đấy.” Tức sợ Thang, rốt cục không dám nói. Ảm ở quận theo lối cai trị trước đây, chánh trị Hoài Dương được sáng sủa. Về sau Thang quả nhiên thất bại, Thượng nghe được lời Ảm nói với Tức, bắt tội Tức. Khiến Ảm ở Hoài Dương được nhận trật của chư hầu tướng 69. 7 năm sau thì mất 70.
14. ^  Sử ký, tlđd: Sau khi mất, Thượng vì cớ Ảm, cho em trai Cấp Nhân làm quan đến cửu khanh, con trai Cấp Yển làm đến chư hầu tướng. Em con cô của Ảm là Tư Mã An thiếu thời cũng làm Thái tử tẩy mã. An hiểu pháp luật 71, giỏi làm quan, 4 lần làm đến cửu khanh, mất ở chức Hà Nam thái thú. Anh em nhờ An, được nhận bổng lộc 2 ngàn thạch có đến 10 người. Người Bộc Dương là Đoạn Hoành ban đầu phụng sự Cái hầu Tín [9], Tín nhiệm dùng Hoành, Hoành cũng 2 lần làm đến cửu khanh. Nhưng người nước Vệ làm quan đều kiêng sợ Ảm, nhận ở dưới ông.

## Chú giải của Sử ký - Cấp Ảm truyện
- Chú giải 1:  Bùi Nhân (Lưu Tống) [10] – Sử ký tập giải dẫn lời của Văn Dĩnh (Tam quốc) rằng: “Thời 6 nước, Vệ chỉ xưng 君/quân.”
- Chú giải 2:  Nguyên văn: 父任/phụ nhiệm, nghĩa là nhờ ấm của cha mà được nhiệm quan chức. Nhan Sư Cổ (nhà Đường) – Hán thư chú dẫn Mạnh Khang (Tam quốc) – Hán thư âm nghĩa rằng: “Đại thần nhiệm cử con em họ làm quan.”
- Chú giải 3:  Nguyên văn: 庄/trang. Tư Mã Trinh (nhà Đường) – Sử ký tác ẩn xét: “Trang tức là nghiêm, ý nói uy nghiêm. Bởi húy của Hán Minh đế là Trang, nên về sau gặp chữ ‘trang’ thì đều thay là ‘nghiêm’.” [11]
- Chú giải 4:  Nguyên văn: 失火/thất hỏa, nghĩa là phát sanh hỏa tai. Chu lễ, hạ quan, tư quán: “Phàm trong nước 'thất hỏa', đồng đốt cỏ lai, thời có hình phạt vậy.”
- Chú giải 5:  Nguyên văn: 家人/gia nhân, nghĩa là 1. Người trong nhà, VD: Kinh Thi, Chu nam, Đào yêu 3: Đào chi yêu yêu, Kỳ diệp trăn trăn. Chi tử vu quy, Nghi kỳ gia nhân. [12] 2. Bình dân hoặc nhà của bình dân, VD: Tả truyện – Lỗ Ai công năm thứ 4: “Công Tôn Phiên đuổi theo mà bắn, (Sái Chiêu hầu) chạy vào ‘gia nhân’ thì chết.” Ở đây người viết cho rằng nghĩa thứ 2 phù hợp hơn.
- Chú giải 6:  Nguyên văn: 便宜/tiện nghi; ý nói châm chước làm việc, không câu nệ quy củ, tự quyết đoán xử lý. VD: Sử ký – Liêm Pha, Lận Tương Như liệt truyện: “Đã tiện nghi đặt quan lại, thuế chợ đều thâu vào mạc phủ, làm chi phí của sĩ tốt.”
- Chú giải 7:  Nguyên văn: 矫制/kiểu chế, nghĩa là mượn cớ có mệnh vua để làm việc. Nhan Sư Cổ – Hán thư chú rằng: “Kiểu, là 托/thác/mượn cớ đấy. Nói thác là thụ chiếu đấy.” Chế tức là chế thư, một loại mệnh lệnh của hoàng đế. Thái Ung (Đông Hán) – Độc đoán, quyển thượng: ‘Mệnh lệnh (của hoàng đế): một là sách thư, hai là chế thư, ba là chiếu thư, bốn là giới thư.’”
- Chú giải 8:  Nguyên văn: 田里/điền lý (điền: ruộng đất cầy cấy; lý: làng), nghĩa là cố hương hay quê nhà. VD: Vi Ứng Vật (nhà Đường) – Ký Lý Đam, Nguyên Tích: (câu 5, 6) Thân đa tật bệnh tư điền lý, Ấp hữu lưu vong quý phụng tiền. Dịch thơ: Bệnh nhiều nhớ chốn điền viên, Lưu vong đầy ấp bổng tiền thẹn ai (Trần Trọng San dịch).[13].
- Chú giải 9:  Nguyên văn: 切谏/thiết gián, nghĩa là nói thẳng và ráo riết để can ngăn.
- Chú giải 10:  Nguyên văn: 丞史/thừa sử. Bùi Nhân – Sử ký tập giải dẫn Như Thuần (Tam quốc) – Hán thư âm nghĩa rằng: “Theo luật, thái thú, đô úy, nội sử chư hầu đều có Sử [14] 1 người, Tốt sử [15], Thư tá [16] đều có 10 người. Nay gọi chung là ‘thừa sử’, có ý nói việc chọn quận thừa cùng sử để nhiệm chức ấy. Trịnh Đương Thì làm Đại nông (lệnh), chọn quan thuộc làm thừa sử, cũng là như vậy.”
- Chú giải 11:  Nguyên văn: 大指/đại chỉ, ý nói chủ yếu, VD: Sử ký – Thái sử công tự tự: “Người Tề, Sở, Tần, Triệu làm Nhật giả, đều có tục lệ dùng riêng. Muốn xem qua ‘đại chỉ’ của họ, làm ra Nhật giả liệt truyện 67.”
- Chú giải 12:  Nguyên văn: 苛小/hà tiểu [17], ý nói nhỏ và nhiều. VD: Sử ký – Quý Bố, Loan Bố liệt truyện: "Nay bệ hạ mới một lần trưng binh ở Lương, Bành vương bệnh không thể đi, mà bệ hạ ngờ là làm phản, tội phản chưa thấy, đã dùng án ‘hà tiểu’ tru diệt ông ta, thần sợ công thần người người tự lấy làm nguy đấy.”
- Chú giải 13:  Nguyên văn: 闺閤/khuê cáp, nghĩa là cửa nhỏ của nhà trong (nội thất).
- Chú giải 14:  Nguyên văn: 大治/đại trị, ý nói nền chánh trị sáng sủa, thế cục an định.
- Chú giải 15:  Nguyên văn: 无为. ‘Vô vi’ (dịch nghĩa: không làm gì) theo quan điểm của dịch giả Nguyễn Hiến Lê là thuận theo tự nhiên mà làm. Lão tử – Đạo đức kinh, chương 37: Vi chính: “Đạo vĩnh cửu thì không làm gì (vô vi – vì là tự nhiên) mà không gì không làm (vô bất vi – vì vạn vật nhờ nó mà sinh, mà lớn); bậc vua chúa giữ được đạo thì vạn vật sẽ tự biến hóa (sinh, lớn). Trong quá trình biến hóa, tư dục của chúng phát ra thì ta dùng cái mộc mạc vô danh (tức bản chất của đạo) mà trấn áp hiện tượng đó, khiến cho vạn vật không còn tư dục nữa. Không còn tư dục mà trầm tĩnh thì thiên hạ sẽ tự ổn định.” [18]
- Chú giải 16:  Nguyên văn: 弘大体/hoằng đại thể (hoằng: mở rộng ra). Hán thư – Cấp Ảm truyện chép là 引大体/dẫn đại thể (dẫn: rút ra), tương tự với Tư trị thông giám quyển 17, Thái Bình ngự lãm quyển 241, Sách phủ nguyên quy quyển 622. Tạ Bỉnh Hống – bài viết Sử ký điểm hiệu thập di trên Cổ Tịch Chỉnh Lý Nghiên cứu học san, số 3 năm 2010 khảo chứng quan điểm của Lăng Trĩ Long – Hán thư bình lâm, Lương Ngọc Thằng – Sử ký chí nghi, Vương Tiên Khiêm – Hán thư bổ chú, cho rằng chữ ‘dẫn’ phù hợp với văn nghĩa hơn.
- Chú giải 17:  Nguyên văn: 文法/văn pháp, nghĩa là pháp chế, pháp quy. VD: Sử ký – Lý tướng quân liệt truyện: “Trình Bất Thức vào thời Hiếu Cảnh đế nhờ nhiều lần trực gián mà được làm Thái trung đại phu, làm người thanh liêm, tính cẩn trọng với ‘văn pháp’.”
- Chú giải 18:  Nguyên văn: 面折/diện chiết (chiết: bẻ gãy), nghĩa là phê bình, chỉ trích ngay trước mặt người ta. VD: Nam sử – Lưu Bao truyện: “Bao ở chức có tiếng giỏi, tính hòa đồng, ngay thẳng, cùng người ta kết giao, trước mặt chỉ trích (diện chiết) điều lỗi của họ, sau lưng khen ngợi cái hay của họ.”
- Chú giải 19:  Bùi Nhân – Sử ký tập giải dẫn Ứng Thiệu (Đông Hán) – Hán thư tập giải âm nghĩa rằng: “Phó Bách, người nước Lương, làm tướng của Lương Hiếu vương, tính cương trực.”
- Chú giải 20:  Hán thư – Cấp Ảm truyện chép là Lưu Khí Tật. Bùi Nhân – Sử ký tập giải dẫn Từ Quảng (Đông Tấn) – Sử ký âm nghĩa rằng: “Sách khác chép là Khí Tật.”
- Chú giải 21:  Nguyên văn: 中二千石/trung nhị thiên thạch. Dựa theo khảo sát về các đẳng cấp phẩm trật và bổng lộc của quan lại đời Hán của Nhan Sư Cổ - Hán thư chú, ‘trung’ có ý là đầy đủ, ‘trung nhị thiên thạch’ nghĩa là được thực sự được nhận 2000 thạch (thực ra là nhiều hơn), tức là 180 thạch/tháng, 2160 thạch/năm, tương đương 24.000 tiền/tháng. ‘Trung nhị thiên thạch’ được xếp trên ‘chân nhị thiên thạch’ (150 thạch/tháng, 1800 thạch/năm, tương đương 20.000 tiền/tháng), ‘nhị thiên thạch’ (120 thạch/tháng, 1440 thạch/năm, tương đương 16.000 tiền/tháng), ‘bỉ nhị thiên thạch’ (90 thạch/tháng, 1080 thạch/năm, tương đương 12.000 tiền/tháng). Tại trung ương, những quan chức được ‘trung nhị thiên thạch’ bao gồm: Thái thường, Quang lộc huân, Vệ úy, Thái phó, Đình úy, Đại hồng lư, Tông chánh, Đại tư nông, Thiếu phủ, Chấp kim ngô; tại địa phương có “Tam Phụ”, tức là Kinh Triệu Doãn, Tả Phùng Dực, Hữu Phù Phong. Ở đây Cấp Ảm ngang với cửu khanh, nên cũng được nhận ‘trung nhị thiên thạch’.
- Chú giải 22:  Nguyên văn: 拜谒/bái yết. Bái: lạy; Yết trong yết kiến, theo tự điển Thiều Chửu, người hèn mọn muốn xin vào hầu bực tôn quý, để bẩm bạch sự gì gọi là yết.
- Chú giải 23:  Nguyên văn: 文学儒者/văn học nho giả. Văn học nghĩa là học rộng khắp sách vở (văn chương bác học), một trong 4 khoa của Khổng giáo. Luận ngữ – Tiên tiến chép: “Đức hành: Nhan Uyên, Mẫn Tử Khiên, Nhiễm Bá Ngưu, Trọng Cung. Ngôn ngữ: Tể Ngã, Tử Cống. Chánh sự: Nhiễm Hữu, Quý Lộ. Văn học: Tử Du, Tử Hạ.”
- Chú giải 24:  Nguyên văn: 戆/tráng. Tư Mã Trinh – Sử ký tác ẩn: “Tráng, là 愚/ngu đấy!”
- Chú giải 25:  Nguyên văn: 从谀承意/tòng du thừa ý. Tòng du tương tự 怂恿/túng dũng; theo tự điển Thiều Chữu: khuyên, giục, mình không muốn thế mà người ta cứ xức làm thế gọi là túng dũng. Thừa ý nghĩa là tiếp nhận ý muốn của người ta.
- Chú giải 26:  Nguyên văn: 数赐告/sổ tứ cáo. Bùi Nhân – Sử ký tập giải dẫn Như Thuần – Hán thư âm nghĩa rằng: “Đỗ Khâm nói rằng ‘bệnh trọn (tháng) được tứ cáo, là chiếu ân đấy’. Sổ là không phải một đấy. Có người nói ‘tứ cáo’ là được rời quan chức ở nhà; 与告/dữ cáo hay dư cáo là giữ quan chức không coi việc.” 诏恩/chiếu ân, nghĩa là ân huệ do thiên tử ban cho [19]. Như vậy ‘tứ cáo’ nghĩa là được tạm nghỉ, ‘dư cáo’ là được nghỉ hẳn.
- Chú giải 27:  Nguyên văn: 社稷之臣/xã tắc chi thần, nghĩa đen là bề tôi cúng tế thần Xã, thần Tắc. Xuất xứ: nước nhỏ Chuyên Du – họ Phong, là hậu duệ của Thái Hạo, thủ lĩnh bộ lạc Đông Di – vào đầu đời Tây Chu được Chu Thành vương giao nhiệm vụ tế tự thần Xã, thần Tắc ở Mông Sơn [20]. Đến đời Xuân Thu, Chuyên Du trở thành phụ dung của nước Lỗ, về sau bị nước Sở thôn tính. Luận ngữ – Quý thị: “Ôi Chuyên Du, xưa được tiên vương lấy làm chủ Đông Mông, ở cạnh nước ta, là xã tắc chi thần, cớ sao lại đánh?” Xã tắc chi thần được hiểu là nước nhỏ phụ dung nước lớn, hoặc đại thần đảm nhiệm trọng trách của quốc gia.
- Chú giải 28:  Nguyên văn: 大将军青侍中/Đại tướng quân Thanh thị trung. Thị trung là quan chức được nhà Tần đặt ra, lưỡng Hán đặt theo, đến Nam Tống thì phế. Thị trung là gia quan ngoài quan chức thông thường, được ở cạnh hoàng đế, ra vào cung cấm, nghe biết triều chánh. Vệ Thanh nhờ là em hoàng hậu, từ buổi đầu làm quan đã được gia Thị trung. Theo người viết, chi tiết này có lẽ giải nghĩa đầy đủ là: Vệ Thanh làm thị trung, được vào trong cung gặp hoàng đế...
- Chú giải 29:  Nguyên văn: 宴见/yến kiến (yến: yên nghỉ, rãnh rỗi; kiến trong yết kiến), nghĩa là được hoàng đế nhân lúc rãnh rỗi triệu kiến, tức là được gặp riêng hoàng đế. Nhan Sư Cổ – Hán thư chú chép: “Nhờ lúc nhàn rỗi được vào gặp thiên tử.”
- Chú giải 30:  Nguyên văn: 武帐/Võ trướng (võ: lấy uy sức mà phục người; trướng: màn che). Bùi Nhân – Sử ký tập giải dẫn Ứng Thiệu – Hán thư tập giải âm nghĩa rằng: “Võ trướng là chức thành [21] có hình võ sĩ đấy.”; dẫn Mạnh Khang – Hán thư âm nghĩa rằng: “Ngự võ trướng ngày nay, đặt 5 giá đồ binh ở trong trướng.”; dẫn Vi Chiêu (Tam quốc) – Hán thư âm nghĩa rằng: “Lấy võ đặt tên, là nói cho oai.”
- Chú giải 31:  Nguyên văn: 敬礼/kính lễ, nghĩa là tôn kính mà lấy lễ đãi nhau. VD: Lữ thị xuân thu – Hoài sủng: “Tìm cô quả của họ mà chẩn tuất, gặp trưởng lão của họ mà kính lễ.”
- Chú giải 32:  Nguyên văn: 囹圄/linh ngữ, nghĩa là nhà tù, nhà ngục. Lễ ký – Nguyệt lệnh: “(Tháng giữa mùa xuân) mệnh hữu tư, xét linh ngữ, bỏ chất cốc (nghĩa là gông cùm).” Khổng Dĩnh Đạt (nhà Đường) – Ngũ kinh chánh nghĩa chép: “Linh là 牢/lao/nhà giam đấy, ngữ là 止/chỉ/dừng lại, nguyên nhân của việc dừng ra vào, vì là nơi dành cho tội nhân đấy.”
- Chú giải 33:  Nguyên văn: 放析/phóng tích. Vương Bá Tường (1890 – 1975) – Sử ký tuyển chép: “Phóng tích nghĩa là tán loạn, phá hoại.”
- Chú giải 34:  Nguyên văn: 就功/tựu công, nghĩa là làm nên (thành tựu) sự nghiệp (công nghiệp). VD: Sử ký – Trương Nhĩ, Trần Dư liệt truyện: “Hai ông là khách trọ, muốn cậy nhờ nước Triệu thì khó; hãy lập một hậu duệ của nước Triệu, mượn danh nghĩa phù trợ, thì có thể ‘tựu công’.”
- Chú giải 35:  Nguyên văn: 约束/ước thúc, nghĩa là pháp quy, pháp lệnh. VD: Sử ký – Tào tướng quốc thế gia: “Tham thay Hà làm Hán tướng quốc, làm việc không thay đổi gì, đều tuân theo ‘ước thúc’ của Tiêu Hà.”
- Chú giải 36:  Nguyên văn: 纷更/phân canh. Theo tự điển Thiều Chửu, Phân: rối rít; Canh: thay đổi. Bùi Nhân – Sử ký tập giải dẫn Như Thuần – Hán thư âm nghĩa rằng: “Phân, nghĩa là loạn đấy.”
- Chú giải 37:  Nguyên văn: 无种/vô chủng, nghĩa là không có con hay không có quan hệ huyết thống, ở đây có ý nói không thể duy trì nòi giống (绝后代/tuyệt hậu đại).
- Chú giải 38:  Nguyên văn: 文深小苛/văn thâm tiểu hà. Văn thâm ở đây chính là xuất xứ của thành ngữ 深文周納/thâm văn chu nạp, theo tự điển Thiều Chữu nghĩa là lấy cái nghĩa sâu sắc của pháp luật mà buộc tội người. Sử ký – Khốc lại liệt truyện: “(Chu) Á Phu không dùng (Triệu Vũ), nói: “Biết rõ Vũ vô hại, nhưng ‘văn thâm’, không thể giữ đại phủ.” Bùi Nhân – Sử ký tập giải dẫn Tấn Chước (Tây Tấn) – Hán thư âm nghĩa rằng: “Vũ thi hành ‘văn pháp’ sâu sắc (深/thâm) cay nghiệt (刻/khắc).” Tiểu hà tương tự như ‘hà tiểu’ 12. Văn thâm tiểu hà ở đây có ý nói kẻ thi hành pháp luật (Trương Thang) bới móc lỗi nhỏ để khép tội người ta.
- Chú giải 39:  Nguyên văn: 伉厉/kháng lệ, ý nói cương trực và nghiêm khắc.
- Chú giải 40:  Nguyên văn: 刀笔吏/đao bút lại – đôi khi lược đi còn đao bút, chỉ quan lại coi việc văn thư. VD: Chiến quốc sách – Tần sách 5: “Thần thiếu thời làm ‘đao bút’ nhà Tần, nhờ quan trường mà giành được chức quan nhỏ, chưa từng đi đầu binh sĩ.” Hán thư – Trương Thang truyện: “Thang không có tấc công lao, ban đầu làm ‘đao bút lại’, bệ hạ yêu mến trao cho ngôi vị tam công, không làm gì tắc trách.” Riêng đao bút (đao: con dao; bút: cái bút) nghĩa đen là công cụ viết chữ. Đời xưa chưa có giấy, chỉ có thẻ tre (竹简/trúc giản), nên phải dùng dao để vót tre khắc chữ. Vì thế đao bút cũng được hiểu là công việc văn thư hoặc văn chương.
- Chú giải 41:  Nguyên văn: 重足而立, 侧目而视/trọng túc nhi lập, trắc mục nhi thị. Trọng túc nhi lập nghĩa là hai chân chồng lên nhau mà đứng, ý nói không chốn dung thân. Mặc tử – thiên Thượng đồng, hạ: “Nhưng khiến cho những kẻ làm trộm cướp phiến loạn trong thiên hạ, không còn chỗ để ‘trọng túc’ khắp nơi thiên hạ, sao vậy? Ấy là nhờ ‘thượng đồng’ [22] cai trị (为政/vi chánh) tốt đẹp đấy.” Tôn Di Nhượng (1848 – 1908) – Mặc tử gian cổ chép: “重/Trọng cũng như 累/lũy/thêm đấy.” Trắc mục nhi thị nghĩa là nghé mắt mà trông, hình dung dáng vẻ sợ hãi. VD: Chiến quốc sách – Tần sách 1: “Vợ nghé mắt mà trông, nghé tai mà nhìn.” Chồng chân, nghé mắt trở thành điển tích miêu tả vẻ sợ hãi, VD: Hoàn Khoan (Tây Hán) – Diêm thiết luận, thiên Chu Tần: “Người đã chết nằm gối đầu lên nhau, người chịu hình nhìn nhau, trăm họ ‘trắc mục trọng túc’, không lạnh mà run.” [23]
- Chú giải 42:  Nguyên văn: 四夷/tứ di. Hậu Hán thư – Đông Di truyện: “Phàm Man, Di, Nhung, Địch có tên chung là tứ di, còn công, hầu, bá, tử, nam đều là hiệu của chư hầu.”
- Chú giải 43:  Nguyên văn: 决谳/quyết nghiện. Theo tự điển Thiều Chữu, quyết: xử chém (trảm quyết), như 處決/xử quyết/xử tử; nghiện: nghị tội, luận tội, chuyển án lên toà trên, kết thành án rồi gọi là 定谳/định nghiện.
- Chú giải 44:  Nguyên văn: 取容/thủ dung (thủ: chọn, lấy; dung: bao dung, chịu đựng), nghĩa là lấy lòng người ta để cầu được an thân. Lữ thị xuân thu – Tự thuận: “Ôi thuận theo mệnh lệnh để ‘thủ dung’, mọi người làm vậy, thì còn có Doãn Đạc ư?” Cao Dụ (Đông Hán) chú giải: “Dung, nghĩa là 说/duyệt/đẹp lòng đấy.” [24]
- Chú giải 45:  Nguyên văn: 深文/thâm văn, tương tự 文深/văn thâm 38.
- Chú giải 46:  Nguyên văn: 界部/giới bộ, nghĩa là phạm vi quản hạt.
- Chú giải 47:  Nguyên văn: 内史/nội sử, là quan chức được thiết lập từ đời Chu, quản lý tô thuế và tài chính. Đời Tần, Nội sử trị lý kinh đô Hàm Dương, trị sở tại huyện Hàm Dương [25], tương ứng Kinh Triệu Doãn đời Hán. Đầu đời Tây Hán, nội sử là quan chức được đặt tại trung ương và địa phương: ở trung ương, nội sử trị lý khu vực kinh sư (Tam Phụ) kiêm quản lý tài chính, đến thời Lữ hậu mới đặt chức Trị túc nội sử để quản lý tài chính; ở địa phương – cụ thể là quận vương quốc, nội sử quản lý dân sự, cùng trung úy quản lý quân sự, đều nằm dưới quyền thừa tướng. Đến thời Hán Cảnh đế, ở trung ương nội sử chia làm tả, hữu nội sử (không rõ quyền hạn). Đến năm Thái Sơ đầu tiên (104 TCN) thời Hán Vũ đế, triều đình quy định cụ thể: Hữu nội sử nắm Kinh Triệu Doãn, Hữu Phù Phong, Tả nội sử nắm Tả Phùng Dực. Xem thêm tại Hán thư – Bách quan công khanh biểu.
- Chú giải 48:  Nguyên văn: 抗礼/kháng lễ, nghĩa là lấy lễ tiết bình đẳng mà đối đãi nhau. Gọi đầy đủ là 分庭抗礼/phân đình kháng lễ, là lễ tiết tiếp đãi đời xưa: chủ nhân đứng ở mé đông đình viện, khách nhân đứng ở mé tây, cùng nhau hành lễ. VD: Trang tử – Ngư phụ: “Chủ của muốn cỗ xe, quân của ngàn cỗ xe, gặp Phu tử chưa từng không ‘phân đình kháng lễ’.” Sử ký – Hóa thực liệt truyện: “(Tử Cống) đến nơi, quốc quân chẳng ai không ‘phân đình’ cùng ông ‘kháng lễ’.”
- Chú giải 49:  Nguyên văn: 平生/bình sanh, nghĩa là bình thường. VD: Luận ngữ – Hiến vấn: “Thấy lợi nhớ nghĩa, thấy nguy nhận mệnh, mong mỏi đã lâu mà không quên lời nói lúc ‘bình sanh’, có thể xem là đã nên người rồi.”
- Chú giải 50:  Nguyên văn: 发蒙振落/phát mông chấn lạc. Tư trị thông giám quyển 19, Hán kỷ 11 – Năm Nguyên Thú đầu tiên thời Hán Vũ đế dẫn lời của Hoài Nam vương Lưu An, được Hồ Tam Tỉnh chú giải rằng: “Phát (mở ra) mông (bị lấp, bị đậy), ý nói vật bị đậy úp, mở (nắp) bỏ đi; Chấn (rung động) lạc (rơi rụng), ý nói lá cây sắp rụng, rung (cây) cho rơi; đều là nói đến sự dễ dàng.”
- Chú giải 51:  Nguyên văn: 同位/đồng vị, nghĩa là ở cùng ngôi, bực, thứ; tương tự 同列/đồng liệt.
- Chú giải 52:  Nguyên văn:丞相史/thừa tướng sử. Căn cứ vào Vệ Hoành (Đông Hán) – Hán cựu nghi [26], phủ thừa tướng đời Hán có 382 viên lại, đứng đầu là 20 thừa tướng sử, nhận bổng lộc (trật) 400 thạch/năm.
- Chú giải 53:  Nguyên văn: 请间/thỉnh gian, ý nói mình nhân lúc hoàng đế nhàn rỗi để xin yết kiến mà trình bày, nhằm tránh khỏi việc phải tranh luận với kẻ khác. VD: Sử ký – Hiếu Văn bản kỷ: “Đại vương xuống xe lạy chào. Thái úy (Chu) Bột tiến đến nói: ‘Xin ‘thỉnh gian’ nói chuyện.’” Tư Mã Trinh – Sử ký tác ẩn chép: “Cuộc nói chuyện cần đến nơi trống trải." Nhan Sư Cổ – Hán thư chú chép: ‘Gian, tức là 容/dung/bao dung, cũng như nói 中閒/trung gian/nơi trung lập. Xin một khoảng thời gian nhà rỗi, có điều cần trình bày, không muốn gặp phải công luận đấy.” Như vậy thỉnh gian và yến kiến 29 là 2 trường hợp đối lập nhau.
- Chú giải 54:  Bùi Nhân – Sử ký tập giải dẫn Như Thuần – Hán thư âm nghĩa rằng: “Theo tranh vẽ hoàng thành, trong cung Vị Ương có điện Cao Môn.”
- Chú giải 55:  Nguyên văn: 当路/đương lộ, nghĩa là cản trở giao thông. VD: Hán thư – Câu hức chí: “Xưa Đại Vũ trị thủy, (gặp) núi non 'đương lộ' (thì) hủy đi.”
- Chú giải 56:  Nguyên văn: 巨万百数/cự vạn bách sổ, nghĩa là vài trăm ‘cự vạn’ = vài mươi tỷ. ‘Cự vạn’ = 100 triệu, Bùi Nhân – Sử ký tập giải dẫn Vi Chiêu – Hán thư âm nghĩa rằng: “Cự vạn, ngày nay là vạn vạn.”
- Chú giải 57:  Nguyên văn: 骄子/kiêu tử, nghĩa là con cưng, kiêu được hiểu là 娇/kiều/đáng yêu. VD: Tôn tử binh pháp – Địa hình: “Hậu đãi mà không sai khiến, yêu mến mà không ra lệnh, làm loạn mà không trừng trị, ví như đứa ‘kiêu tử’, không thể dùng được.” ‘Kiêu tử’ còn được dùng để phiếm chỉ người Hồ, xuất xứ từ Hán thư – Hung Nô truyện thượng: “Thiền vu khiển sứ gởi thư cho Đại Hán nói: Nam có Đại Hán, bắc có cường Hồ, người Hồ là ‘kiêu tử’ của trời đấy.”
- Chú giải 58:  Nguyên văn: 市买/thị mãi. Theo tự điển Thiều Chửu, Thị: chợ, chỗ để mua bán gọi là thị; Mãi: mua, lấy tiền đổi lấy đồ là mãi. VD: Hán thư – Thực hóa chí hạ: “Trăm họ rối loạn, hàng hóa không lưu hành. Dân riêng đem tiền ngũ thù thị mãi/giao dịch, (Vương) Mãng lo lắng.”
- Chú giải 59:  Nguyên văn: 文吏/văn lại, gọi đầy đủ là 文职官吏/văn pháp chi lại, nghĩa là viên lại thi hành ‘văn pháp’ 17. VD: Sử ký – Trương Thích Chi, Phùng Đường liệt truyện: “Cả ngày chiến đấu, chém đầu và bắt sống giặc, báo công chẳng được ghi nhận, một lời không hợp ý, thì ‘văn lại’ lấy pháp luật buộc tội họ.”
- Chú giải 60:  Nguyên văn: 绳, gọi đầy đủ là 法绳/pháp thằng (Pháp trong pháp luật, thằng: dây thừng), nghĩa là dựa vào pháp luật để chế tài người ta. VD: Sử ký – Trương Thích Chi, Phùng Đường liệt truyện: “Cả ngày chiến đấu, chém đầu và bắt sống giặc, báo công chẳng được ghi nhận, một lời không hợp ý, thì viên lại chấp pháp ‘pháp thằng’ họ.”
- Chú giải 61:  Nguyên văn: 阑出/lan xuất, nghĩa là tự ý ra khỏi biên quan mà không có giấy tờ cho phép. Bùi Nhân – Sử ký tập giải dẫn Ứng Thiệu – Hán thư tập giải âm nghĩa rằng: “阑/lan tức là 妄/vọng/sằng, càn đấy. Theo luật về Hồ thị [27], lại dân không được đem binh khí xuất quan. Còn ở kinh sư thì không được thị mãi/giao dịch, đây là điều thứ nhất của pháp luật này.” Dẫn Thần Toản – Hán thư tập giải âm nghĩa rằng: “Không có ‘phù truyền’ [28] mà ra vào gọi là lan.”
- Chú giải 62:  Nguyên văn: 文/văn, gọi đầy đủ là văn pháp 17.
- Chú giải 63:  Nguyên văn: 不取/bất thủ, nghĩa là không tán thành, không lựa chọn. Nhan Sư Cổ - Hán thư chú chép: “Bất thủ, ý nói không xem việc này là đúng.”
- Chú giải 64:  Bùi Nhân – Sử ký tập giải dẫn Từ Quảng – Sử ký âm nghĩa rằng: “Năm Nguyên Thú thứ 5 lưu hành tiền Ngũ thù.”
- Chú giải 65:  Nguyên văn: 狗马病/cẩu mã bệnh, ý nói khiêm tốn tự nhận có bệnh. VD: Đường Thuận Chi (nhà Minh) – Cáo bệnh sớ: “Chẳng may thần có 狗马之疾/cẩu mã chi tật, giao mùa thu đông năm ngoái, tiếp xúc sương móc,... các chứng đàm hỏa, chinh xung, huyễn mậu, chốc chốc kéo đến.”
- Chú giải 66:  Nguyên văn: 补过拾遗/bổ quá thập di (Bổ: vá, bù; Quá: lỗi; Thập: nhặt nhạnh; Di: bỏ sót), ý nói bù đắp lỗi lầm của mình.
- Chú giải 67:  Nguyên văn: 今/kim, nghĩa là nay, hiện nay. Tư Mã Trinh – Sử ký tác ẩn chép: “Ý nói sau hôm nay ít lâu sẽ triệu anh.”
- Chú giải 68:  Nguyên văn: 舞/vũ (nghĩa là múa). Bùi Nhân – Sử ký tập giải dẫn Như Thuần – Hán thư âm nghĩa rằng: “Vũ cũng như 弄/lộng/đùa đấy.”
- Chú giải 69:  Bùi Nhân – Sử ký tập giải dẫn Như Thuần – Hán thư âm nghĩa rằng: “Chư hầu tướng ở trên quận thú, trật là ‘chân nhị thiên thạch’. Theo luật, ‘chân nhị thiên thạch’ nhận bổng lộc 2 vạn/tháng, ‘nhị thiên thạch’ nhận 1,6 vạn/tháng.” 21
- Chú giải 70:  Bùi Nhân – Sử ký tập giải dẫn Từ Quảng – Sử ký âm nghĩa rằng: “Năm Nguyên Đỉnh thứ 5.”
- Chú giải 71:  Nguyên văn: 文深/văn thâm 38.

## Thành ngữ liên quan
- Trọng túc, trắc mục (tạm dịch: chồng chân, nghé mắt)
- Phát mông, chấn lạc (tạm dịch: mở nắp, chọc lá)
- Hậu lai cư thượng (tạm dịch: đến sau vượt trước)